# Matts Kurck
Matts Kurck (på finska Matti Kurki) var en legendarisk hövding från Satakunda i Finland, som sägs ha levt på 1200-talet. Det förekommer dock liknande historier från hela Finland. Den första skriftliga källan är från 1600-talet.
En gång duellerade han med en jätte från Novgorod, som hette Pohto. Pohto lyckades skada Matts ben och började reta honom med att "du hoppar som en Trana". Pohto lyckades även skada Matts högra arm (mera troligt några fingrar), men därefter halshögg Matts Pohto. (Kurki betyder Trana på finska).

## Den finländska flottan
Den finländska flottan har haft flera fartyg med namnet Matti Kurki, se:
- Kanonbåten Matti Kurki (kanonbåt, 1892)
- Luftvärnsfregatten Matti Kurki (fregatt, 1944)